# Universidad Nacional Federico Villarreal
La Universidad Nacional Federico Villarreal (siglas: UNFV) es una universidad pública fundada en la ciudad de Lima, Perú, el 30 de octubre de 1963. Fue nombrada en honor del matemático, ingeniero, político y físico peruano Federico Villarreal por iniciativa de Víctor Raúl Haya de la Torre.

## Historia

### Reseña histórica
La Universidad Nacional Federico Villarreal fue fundada el 30 de octubre de 1963, mediante ley N.º 14692, ley de creación de la universidad que fue presentada por la Célula Parlamentaria Aprista, expuesta y defendida por Luis Alberto Sánchez, y promulgada por el presidente Fernando Belaúnde. Originalmente funcionó como sucursal de la Universidad Comunal del Centro (UCC), pero debido a que sus actividades académicas se circunscribían a su sede de Huancayo, una agrupación de empleados bancarios de Lima se reunió en una asamblea en 1960, acordando crear un comité profacultades.
Ese mismo año, el geógrafo, filósofo, historiador y político peruano Javier Pulgar Vidal recibió el encargo de gestionar la universidad. En 1961, la UCC fue nacionalizada como Universidad Nacional del Centro del Perú. Debido al surgimiento de desavenencias con la sede huancaína, Víctor Raúl Haya de la Torre impulso a estudiantes y profesores de la filial de Lima a declarar su autonomía en enero de 1963. El 18 de octubre de 1963, el Congreso reconoció a la universidad mediante Ley N.º 14692, promulgándola el 30 del mismo mes.
En el marco del proceso de Licenciamiento Institucional ante la SUNEDU, la Universidad Nacional Federico Villarreal obtuvo la aprobación de su «Plan de adecuación».
En fecha 11 de marzo de 2020, la Superintendencia Nacional de Educación Superior Universitaria - SUNEDU otorgó el Licenciamiento Institucional a través de la Resolución del Consejo Directivo N° 035-2020-SUNEDU/CD.

## Organización

### Áreas académicas

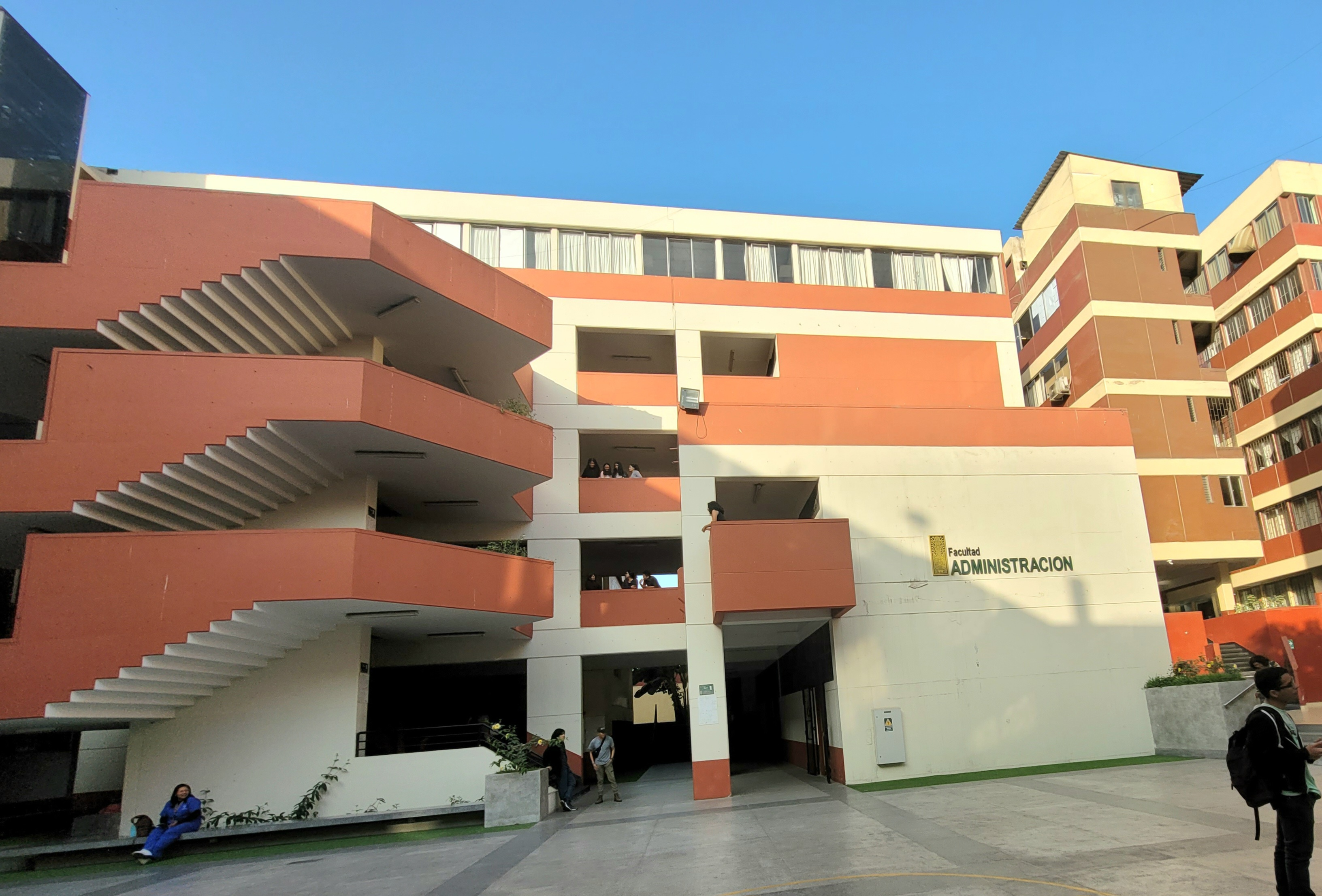
Facultad de Administración

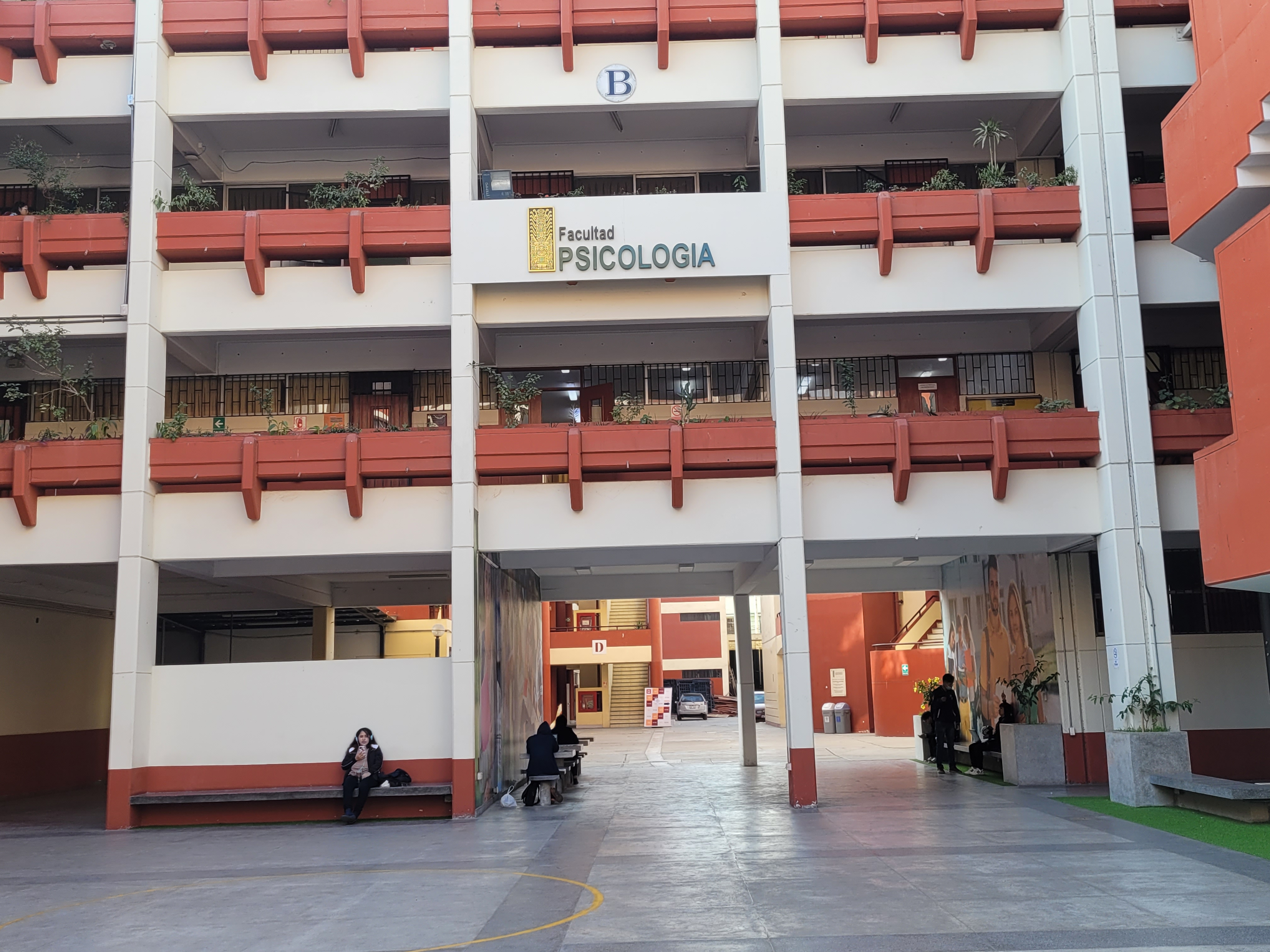
Facultad de Psicología

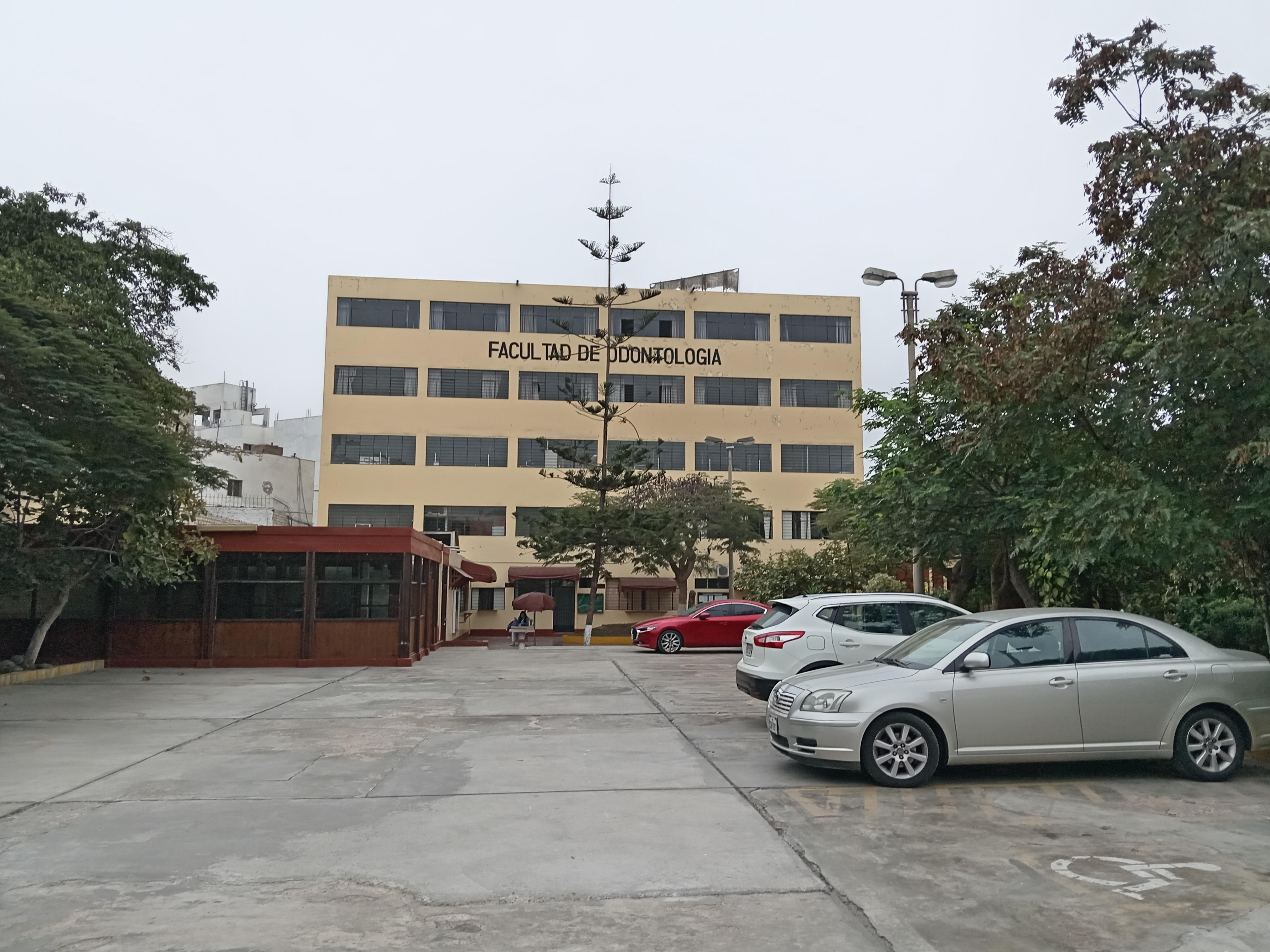
Facultad de Odontología

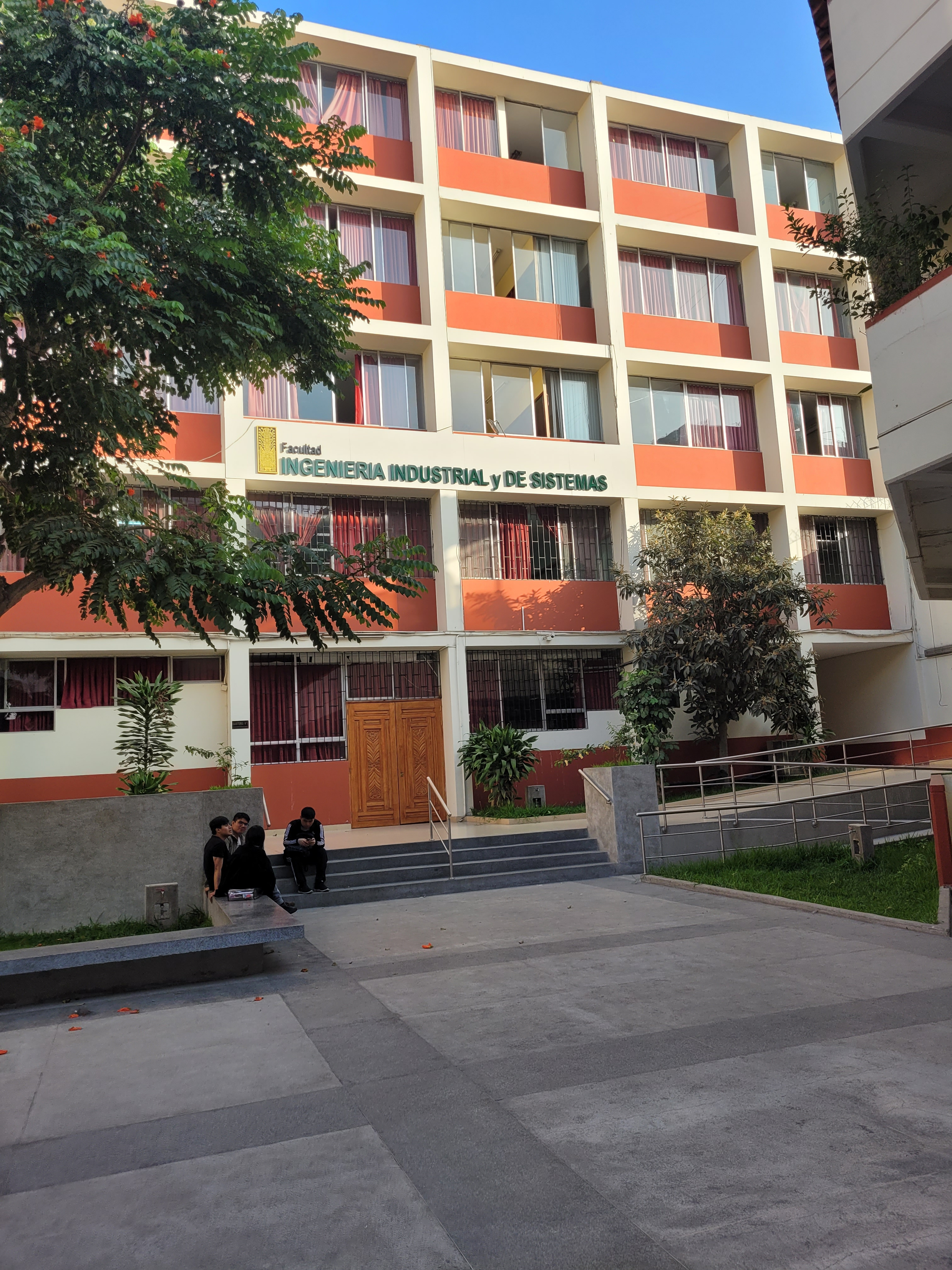
Facultad de Ingeniería Industrial y de Sistemas

La universidad Villarreal cuenta con 18 facultades, 60 escuelas profesionales¸ una escuela de postgrado y un centro de educación a distancia.

#### Pregrado
| Facultades                                                   | Escuelas profesionales |
| ------------------------------------------------------------ | --- |
| Administración                                               | - Administración Pública |
| Administración                                               | - Administración de Turismo |
| Administración                                               | - Negocios Internacionales |
| Administración                                               | - Administración de Empresas |
| Administración                                               | - Marketing |
| Ciencias Económicas                                          | - Economía |
| Ciencias Financieras y Contables                             | - Contabilidad |
| Ciencias Sociales                                            | - Ciencias de la Comunicación |
| Ciencias Sociales                                            | - Sociología |
| Ciencias Sociales                                            | - Trabajo Social |
| Derecho y Ciencias Políticas                                 | - Derecho |
| Derecho y Ciencias Políticas                                 | - Ciencia Política |
| Educación                                                    | - Educación Inicial |
| Educación                                                    | - Educación Primaria |
| Educación                                                    | - Educación Secundaria: - Ciencias Histórico Sociales - Lengua y Literatura - Matemática y Física - Ciencias Naturales - Computación e Informática - Idiomas: Inglés - Filosofía y Ciencias Sociales. |
| Educación                                                    | - Educación Física |
| Humanidades                                                  | - Antropología |
| Humanidades                                                  | - Arqueología |
| Humanidades                                                  | - Filosofía |
| Humanidades                                                  | - Lingüística |
| Humanidades                                                  | - Literatura |
| Humanidades                                                  | - Historia |
| Arquitectura y Urbanismo                                     | - Arquitectura |
| Ingeniería Civil                                             | - Ingeniería Civil |
| Ingeniería Industrial y de Sistemas                          | - Ingeniería de Sistemas |
| Ingeniería Industrial y de Sistemas                          | - Ingeniería de Transportes |
| Ingeniería Industrial y de Sistemas                          | - Ingeniería Agroindustrial |
| Ingeniería Industrial y de Sistemas                          | - Ingeniería Industrial |
| Ingeniería Geográfica, Ambiental y Ecoturismo                | - Ingeniería Geográfica |
| Ingeniería Geográfica, Ambiental y Ecoturismo                | - Ingeniería Ambiental |
| Ingeniería Geográfica, Ambiental y Ecoturismo                | - Ingeniería de Ecoturismo |
| Oceanografía, Pesquería, Ciencias Alimentarias y Acuicultura | - Ingeniería Alimentaria |
| Oceanografía, Pesquería, Ciencias Alimentarias y Acuicultura | - Ingeniería en Acuicultura |
| Oceanografía, Pesquería, Ciencias Alimentarias y Acuicultura | - Ingeniería Pesquera |
| Ingeniería Electrónica e Informática                         | - Ingeniería Electrónica |
| Ingeniería Electrónica e Informática                         | - Ingeniería Informática |
| Ingeniería Electrónica e Informática                         | - Ingeniería Mecatrónica |
| Ingeniería Electrónica e Informática                         | - Ingeniería de Telecomunicaciones |
| Ciencias Naturales y Matemática                              | - Biología |
| Ciencias Naturales y Matemática                              | - Física |
| Ciencias Naturales y Matemática                              | - Matemática |
| Ciencias Naturales y Matemática                              | - Estadística |
| Ciencias Naturales y Matemática                              | - Química |
| Medicina "Hipólito Unanue"                                   | - Medicina |
| Medicina "Hipólito Unanue"                                   | - Enfermería |
| Medicina "Hipólito Unanue"                                   | - Nutrición |
| Medicina "Hipólito Unanue"                                   | - Obstetricia |
| Medicina "Hipólito Unanue"                                   | - Odontología |
| Tecnología Médica                                            | - Terapia Física y Rehabilitación |
| Tecnología Médica                                            | - Radiología |
| Tecnología Médica                                            | - Optometría |
| Tecnología Médica                                            | - Terapia del lenguaje |
| Tecnología Médica                                            | - Laboratorio y Anatomía patológica |
| Psicología                                                   | - Psicología |

#### Posgrado
| Grado                                       | Área | Programa |
| ------------------------------------------- | --- | -------- |
| Maestrías                                   | |          |
| Ciencias de la Empresa                      | - Finanzas - Administración - Auditoría Integral - Auditoría Contable y Financiera - Marketing y Negocios Internacionales - Gestión de Alta Dirección - Gerencia de Proyectos Empresariales - Gestión de Inversión Pública - Costos y Presupuestos - Tributación - Gestión Económica Empresarial - Gestión Municipal y Desarrollo Local                                                        |          |
| Humanidades y Ciencias Sociales             | - Docencia Universitaria - Administración y Gerencia Social - Gestión y Administración de la Educación - Evaluación y Acreditación de Instituciones Educativas - Gerencia Educativa |          |
| Derecho y Ciencias Políticas                | - Derecho Civil y Comercial - Derecho Penal - Derecho Constitucional - Derecho Empresarial - Gestión de Políticas Públicas - Criminalística - Derechos del Niño y Políticas públicas para la infancia y adolescencia - Derecho con mención en Aduanas - Derecho con mención en Política Fiscal y Tributación                                                                                   |          |
| Ingeniería, Arquitectura Y Ciencias Básicas | - Acuicultura - Arquitectura - Ciencias del Mar - Gerencia de la Construcción Moderna - Gerencia de Proyectos de Ingeniería - Gestión Ambiental - Gestión Ambiental y Minera - Ing. Ambiental - Ing. de Sistemas con mención en Gestión de Tecnologías de la Información - Ing. Sistemas con mención en Ing. de Software - Tecnología de Información Geográfica (TIG)                          |          |
| Ingeniería, Arquitectura Y Ciencias Básicas | - Ingeniería de Sistemas - Ing. de Transportes - Ing. Industrial con mención en Gestión de la Calidad y la Productividad - Ing. Industrial con mención en Gestión de Operaciones y Productividad - Seguridad Industrial y Protección Ambiental - Ingeniería de Sistemas con Mención en Inteligencia de Procesos Empresariales - Ingeniería de Sistemas con Mención en Gestión del Conocimiento |          |
| Ciencias de la Salud                        | - Administración de Servicios de Salud - Docencia e Investigación en Estomatología - Gestión y Conducción en la Salud - Psicología Clínica y de la Salud - Psicología Educativa con mención en problemas de aprendizaje Tutoría y Orientación Educativa - Psicología Organizacional y Recursos Humanos - Salud Pública - Salud Pública con mención en Gestión Hospitalaria                     |          |
| Doctorados                                  | |          |
| Ciencias de la Empresa                      | - Administración - Economía - Contabilidad |          |
| Humanidades y Ciencias Sociales             | - Educación - Humanidades |          |
| Derecho y Ciencias Políticas                | - Derecho |          |
| Ingeniería, Arquitectura Y Ciencias Básicas | - Ingeniería Civil - Ingeniería de Sistemas - Ingeniería Ambiental - Medio Ambiente y Desarrollo Sostenible |          |
| Ciencias de la Salud                        | - Salud Pública - Odontología - Psicología |          |

## Investigación

### Grupos e institutos de investigación

#### Institutos
- Instituto Especializado en Investigaciones Económicas y Financieras
- Desarrollo Sostenible en Armonía con la Naturaleza - IINDESAN
- Instituto Especializado de Investigación para la Prevención y Mitigación de Desastres - INEIPREMID
- Instituto Especializado de Investigación y Gestión del Agua
- Instituto Especializado de Investigación de Ecosistemas y Recursos Naturales - INERN

#### Grupo de investigación
- Centro de Investigación de la Cultura Peruana - CIPAC
- Centro de Apoyo y Desarrollo Educativo y Profesional - CADEP Acacia UNFV
- Centro Internacional de Biotecnología en Salud
- Fisioterapia Clínica y de Salud Pública
- Diversidad, Innovación y Sostenibilidad en Acuicultura (DISA)
- Educación y Gestión del Aprendizaje (EGA)
- Biotecnología y Entornos Saludables - BIENSA
- Salud Pública - Salud Integral
- Ciudades Sostenibles
- Grupo de Estudios Andinos - GREA
- Política Criminal del Medio Ambiente
- IUS CIVILE
- Innovación Sostenible en Odontología
- Educación para el Desarrollo
- FILII LEGIS
- Sociedad y Naturaleza
- Análisis experimental del comportamiento humano
- Evaluación Psicológica
- Neurociencias
- Grupo de Investigación Sostenibilidad Socioambiental - GISSA
- Grupo de Investigación Sostenibilidad Ambiental - GISA
- Grupo de Investigación Industria, Innovación, Infraestructura y Sistemas Inteligentes - GISI
- Empresas, Economía y Desarrollo Sostenible - EcoDes
- Psicología Básica y Aplicada - PsicoBAP
- Bienestar y Salud Global - BISalud
- Juntos por la Educación
- Gestión Educativa para la Innovación Social - GEIS
- Grupo de Investigación Bioquímica Y Biología Sintética - GIBBS
- Grupo de Investigación Desarrollo e Innovación en Química Verde y Biotecnología - GIDIVED
- I+D+I +Sistemas
- I+D+I +Transportes
- Investigación Formativa & Sistemas Integrados De Gestión & Responsabilidad Social Universitaria (I.F & S.I.G & R.S.U)
- Tecnología, Innovación e Industria
- RSU
- Equipo de Investigación en la Gestión de las Instituciones a través de las TIC
- Salud Ocular e Innovaciones Clínico-quirúrgicas en Oftalmología

### Fondo editorial
En el año 2011, el rector emitió una resolución mediante la cual se crea la Editorial Universitaria con el fin de acabar con la dependencia de la CEPREDIM de la UNMSM. La Editorial Universitaria esta bajo el cargo del Vicerectorado Académico y entró en funcionamiento en mayo de 2012.

## Cultura y patrimonio

### Centro cultural
El Centro Cultural Federico Villarreal, se ubica en el principal local histórico de la Universidad. Ofrece cursos de extensión cultural, exposiciones y es la sede del Museo Universitario de la UNFV. Está ubicado en Jirón Cañete 697, en el distrito de Lima. Se crea como Instituto de Artes en 1980, organismo dependiente del Rectorado, integrado por las áreas de teatro, folklore, pintura, ballet, música y coro, escultura, etc. acorde con la RR N.º 3913 - 80.
A partir de 1986, se convierte en Instituto Central de las Artes. En noviembre de 1998 toma el nombre de Instituto Central de Cultura y en diciembre de 1998, recibe su nombre actual de Centro Cultural Federico Villarreal.

### Museo universitario
La universidad dispone de un Museo de Antropología y Arqueología, que forma parte del Centro Cultural Federico Villarreal. Fue creado en 1986 y reconocido en 1989 como integrante del Sistema Nacional de Museos por el Instituto Nacional de Cultura. Este museo cuenta con unas dos mil piezas arqueológicas, como cerámica, textiles, hachas líticas, instrumentos musicales, etc.

### Otros centros, escuelas y direcciones culturales
La universidad cuenta con otros institutos como son:
- Instituto de Recreación, Educación Física y Deportes: Es la dependencia encargada de conducir las actividades orientadas al desarrollo deportivo y recreativo de la UNFV.
- Instituto de Idiomas: Es la institución encargada de brindar cursos de idiomas de: inglés, francés, portugués, quechua y, chino. El Instituto de Idiomas ofrece cursos tanto a la comunidad universitaria como al público en general.[15]
- Tuna Universitaria: La tuna de la Universidad Nacional Federico Villarreal, nace un 3 de enero de 1997. En sus más de 27 años de trayectoria, la tuna villarrealina ha participado en diversos festivales y certámenes nacionales e internacionales, teniendo como principales participaciones la de La Serena, Chile (Encuentro Internacional de Tunas y Estudiantinas); Iquique, Chile (Encuentro Iberoamericano de Tunas y Estudiantinas); y Aveiro, Portugal (Festival Internacional de Tunas de la Universidad de Aveiro). En el año 2022 realizó una gira por las principales capitales europeas y visitando países como Portugal, España, Francia, Italia, Alemania, Holanda, Bélgica. En el 2023 participó en el Certamen Internacional "Civdad de Mechuacan", realizado en la ciudad de Morelia en México. En el 2024, participó en el "III Certamen de Tunas Summer-C" en la ciudad de Bogotá, Colombia, siendo galardonados como la Mejor Tuna entre 9 tunas participantes de 5 países distintos. Actualmente la Tuna de la Universidad Nacional Federico Villarreal está integrada por 45 tunos entre estudiantes y egresados de distintas escuelas y facultades como Medicina, Ingeniería, Derecho, Psicología, Economía, Educación, Literatura y Humanidades.

## Convenios internacionales
- Universidad de Salamanca[16]
- Universidad de La Laguna
- Universidad Europea del Atlántico
- Universidad Complutense de Madrid
- Universidade Municipal de São Caetano do Sul
- Universidad de Buenos Aires
- Universidad Politécnica de Madrid
- Universidad Transilvania de Brașov

## Rankings académicos
Para evaluar el desempeño de las universidades a nivel nacional y mundial, los rankings de clasificaciones académicas ubican a las instituciones de acuerdo a una metodología científica de tipo bibliométrica con criterios objetivos medibles y reproducibles: la reputación académica, la reputación de empleabilidad para los egresantes, la citas de investigación a sus repositorios y su impacto en la web. Del total de 92 universidades licenciadas en el Perú, La UNFV se ha ubicado regularmente dentro de los 30 primeros puestos a nivel nacional en determinados rankings universitarios nacionales e internacionales.